# Serranía de los Motilones
La serranía de los Motilones es el nombre que recibe la sierra montañosa en el extremo sur de la serranía del Perijá, el cual a su vez es el ramal más septentrional de la Cordillera de los Andes.

## Toponimia
El origen del nombre proviene de los pueblos motilones: pueblo Motilón-Barí y pueblo yukpa.

## Localización
La serranía marca un importante tramo de la frontera entre Colombia y Venezuela, con los departamentos colombianos de Norte de Santander y Cesar al oeste y el estado venezolano del Zulia al este.
El cerro Cariguaidasiba ubicado en el estado Zulia cerca de la  frontera entre Colombia y Venezuela, con 1551 m s. n. m. es la máxima altitud de la Serranía de los Motilones.

## Hidrografía
Entre otros, el río Catatumbo que nace en la parte oriental de Colombia en el departamento de Norte de Santander y desemboca en Venezuela en el lago de Maracaibo, y el río de Oro que tiene su origen en el extremo norte del departamento de Norte de Santander y se une al río Catatumbo en el estado Zulia.

## Parques
- Parque nacional natural Catatumbo Barí